# Cápsula interna
En anatomía humana, se llama cápsula interna, a una región interior del cerebro formada por una banda gruesa de fibras neuronales (sustancia blanca) que conecta la corteza cerebral con las regiones inferiores del cerebro y la médula espinal. La cápsula interna está compuesta por un conjunto de fibras nerviosas tanto ascendentes como descendentes, destacando las fibras corticoespinales que conectan la corteza cerebral con la médula espinal y las corticonucleares que realizan la conexión entre la corteza cerebral y los ganglios basales. Se divide en varias porciones que se denominan brazo anterior, rodilla, brazo posterior y regiones retrolenticular y sublenticular inferior, estas últimas próximas al núcleo lenticular.
Las lesiones de vasos sanguíneos cerebrales que producen infarto o trombosis cerebral en el segmento posterior de la cápsula interna provocan hemiplejia contralateral (del lado contrario del cuerpo), por interrumpir las fibras corticoespinales que transmiten la información procedente del cerebro que se dirige a la médula espinal y los músculos que realizan las funciones motoras.

## Irrigación sanguínea
La región superior de la cápsula interna recibe su aporte sanguíneo de la arteria lenticuloestriada, la cual es una rama de la arteria cerebral media. La región inferior del brazo anterior de la cápsula interna recibe aporte sanguíneo de la arteria recurrente de Heubner, la cual se origina en la arteria cerebral anterior, mientras que la porción inferior del brazo posterior esta irrigada por la arteria coroidea anterior, rama de la arteria carótida interna.